# Тринити Вилиџ (Калифорнија)
Тринити Вилиџ (енгл. Trinity Village) насељено је место без административног статуса у америчкој савезној држави Калифорнија.

## Демографија
По попису из 2010. године број становника је 297.
| Група             | 2000.    | 2010.       |
| Белци             | 0 (0,0%) | 266 (89,6%) |
| Афроамериканци    | 0 (0,0%) | 1 (0,3%)    |
| Азијати           | 0 (0,0%) | 0 (0,0%)    |
| Хиспаноамериканци | 0 (0,0%) | 4 (1,3%)    |
| Укупно            | 0        | 297         |